# Osmanius dellacasai
Osmanius dellacasai är en skalbaggsart som beskrevs av Rudolph Petrovitz 1970. Osmanius dellacasai ingår i släktet Osmanius och familjen Aphodiidae. Inga underarter finns listade i Catalogue of Life.